# Camaricus
Camaricus es un género de arañas cangrejo de la familia Thomisidae. Fue descrito por Tamerlan Thorell en 1887.

## Especies
- Camaricus bipunctatus Bastawade, 2002
- Camaricus castaneiceps Berland, 1924
- Camaricus chayani Biswas & Raychaudhuri, 2017
- Camaricus cimex (Karsch, 1878)
- Camaricus florae Barrion & Litsinger, 1995
- Camaricus formosus Thorell, 1887
- Camaricus hastifer (Percheron, 1833)
- Camaricus khandalaensis Tikader, 1980
- Camaricus maugei (Walckenaer, 1837)
- Camaricus mimus (Pavesi, 1895)
- Camaricus nigrotesselatus Simon, 1895
- Camaricus parisukatus Barrion & Litsinger, 1995
- Camaricus pulchellus Simon, 1903
- Camaricus rinkae Biswas & Roy, 2005
- Camaricus siltorsus Saha & Raychaudhuri, 2007